# 沈淑济
沈淑济（1944年10月—），女，汉族，广东番禺人，中华人民共和国政治人物，曾任内蒙古自治区人民政府副主席、党组成员，中华全国妇女联合会副主席。